# گربه‌آرواره
گربه‌آرواره (نام علمی: Aelurognathus)، یک سرده منقرض‌شده از زشت‌سیمایان گورگونوپسی از دورهٔ پرمین در آفریقای جنوبی است. واژهٔ یونان باستان αἴλουρος به معنی «گربه» و gnathus به معنی «آرواره» است.
گونه نماد Aelurognathus tigriceps است که نخست توسط دیرینه‌شناسان آفریقای جنوبی رابرت بروم و سیدنی اچ. هاتون در سال ۱۹۱۳ به نام Scymnognathus tigriceps نام‌گذاری شد و سپس توسط هاتون در سال ۱۹۲۴ به سردهٔ جدید Aelurognathus اختصاص یافت.
گونهٔ Scymnognathus parringtoni von Huene، ۱۹۵۰، که در گذشته به Aelurognathus اختصاص داده شده بود، اکنون به عنوان گونه‌ای از Sauroctonus رده‌بندی می‌شود. گونهٔ Aelurognathus nyasaensis Haughton، ۱۹۲۶ قابل ارجاع به این سرده نیست.

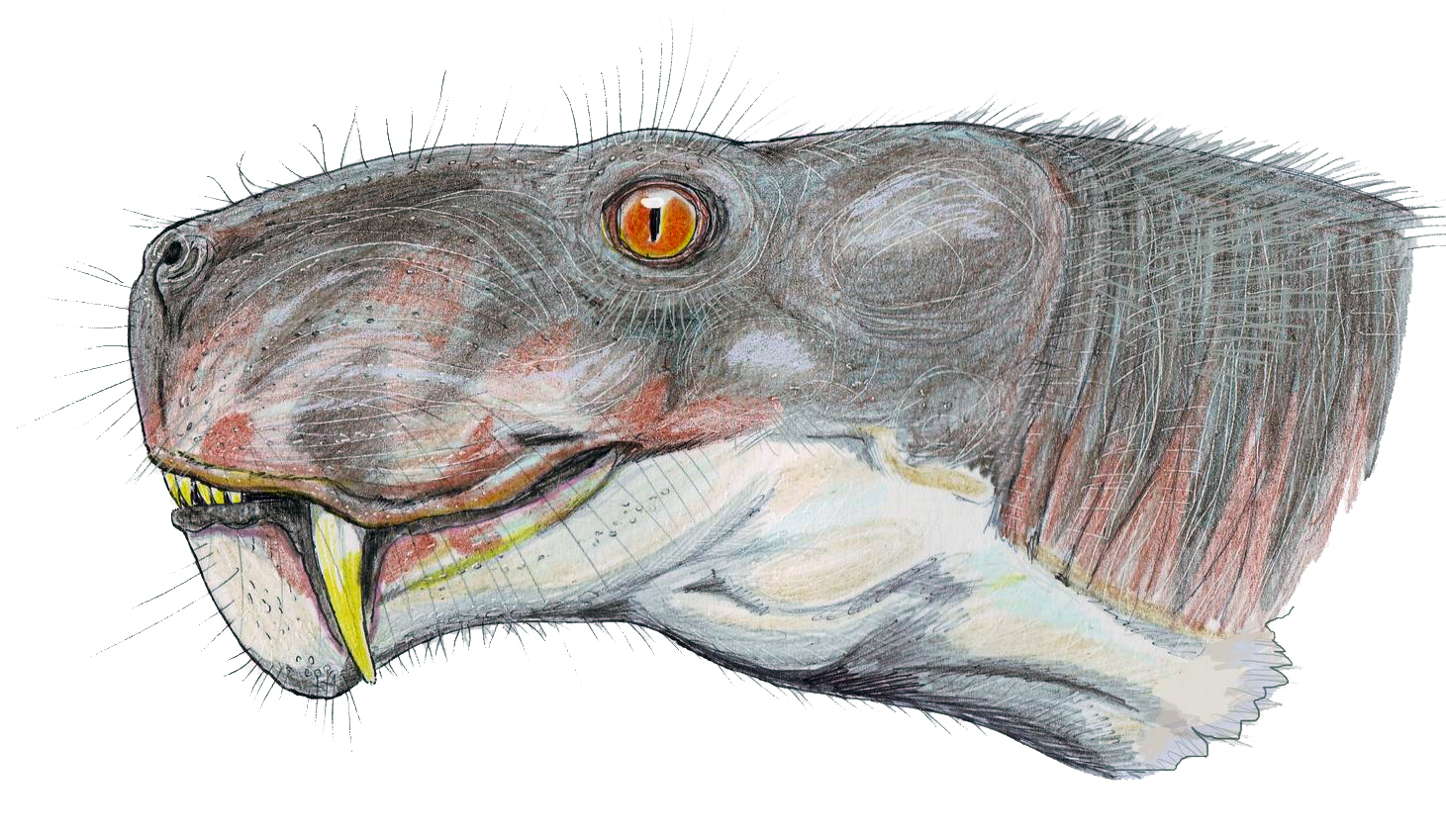
بازسازی A. tigriceps

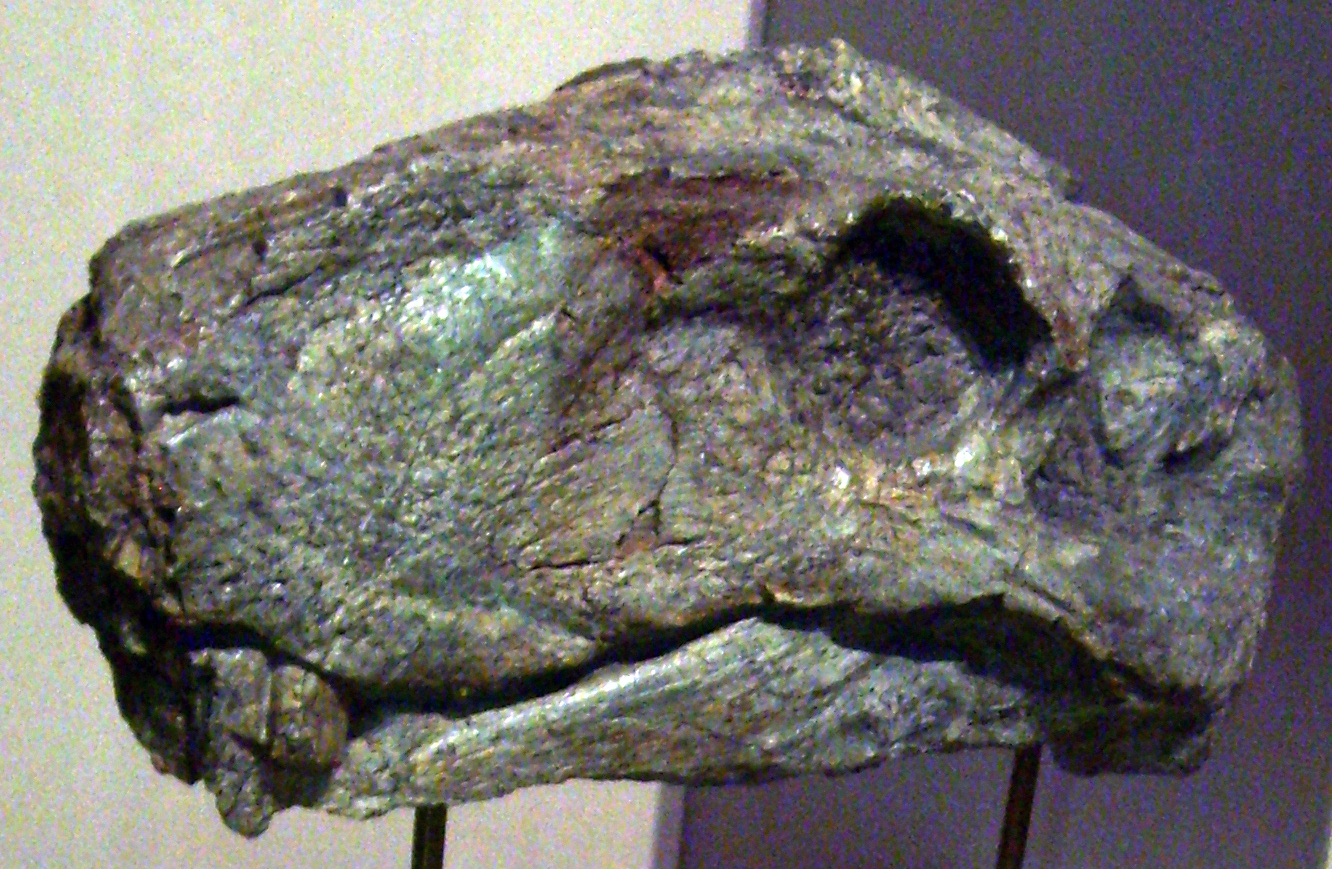
جمجمه A. sp. در موزه تاریخ طبیعی رلین

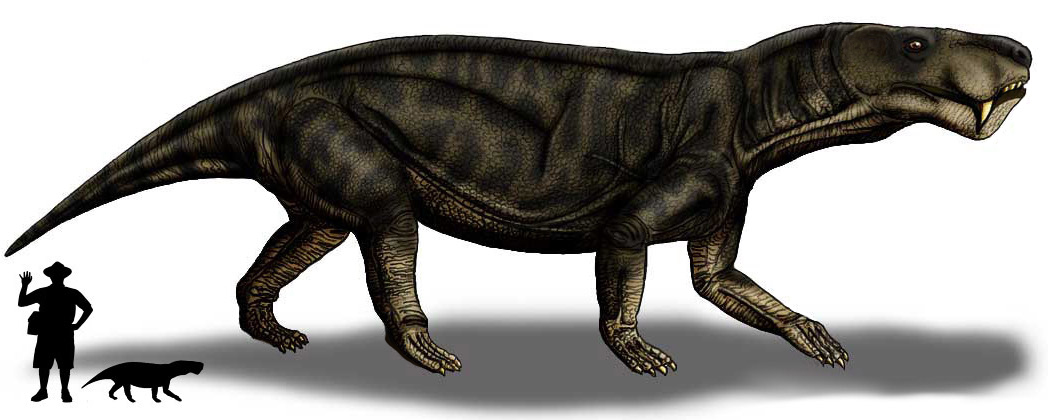
بازسازی و اندازهٔ مقایسه‌ای با انسان